# Trichilia discolor
Trichilia discolor är en tvåhjärtbladig växtart som beskrevs av Adrien Henri Laurent de Jussieu. Trichilia discolor ingår i släktet Trichilia och familjen Meliaceae. Inga underarter finns listade i Catalogue of Life.